# Hajowniki
Hajowniki – wieś w Polsce położona w województwie lubelskim, w powiecie zamojskim, w gminie Skierbieszów.
W latach 1975–1998 miejscowość administracyjnie należała do województwa zamojskiego.
Wieś jest sołectwem w gminie Skierbieszów. Według Narodowego Spisu Powszechnego z roku 2011 wieś liczyła 131 mieszkańców.
Wierni Kościoła rzymskokatolickiego należą do parafii Wniebowzięcia Najświętszej Maryi Panny w Skierbieszowie.

## Historia
Według Słownika geograficznego Królestwa Polskiego z roku 1882 – Hajowniki, wieś z folwarkiem w północno-wschodniej części powiatu zamojskiego, gminie i parafii Skierbieszów. Leżą w okolicy lesisto-górzystej nad rzeką Wotyka, odległe od Zamościa 26 wiorst, Krasnegostawu 32 wiorst, w drugim okręgu sądowym.
Wieś liczyła w roku 1882 domów dworskich 5, włościańskich 34. Ludności katolickiej 113 osób, prawosławnej 166 i żydów 11, razem 290 mieszkańców. Obszar dworski
liczył 877 mórg (stanowił własność Kiełczewkiego) a włościański 334 morgi. Według noty słownika gleba żytnia, żyzna, stan zamożności chłopów średni. We wsi posiadają młyn wodny o 2 kamieniach. Do folwarku Hajowniki należała niegdyś wieś Lipina, mająca osad 11, rozległa na 178 mórg.

## Zabytki
- W Hajownikach znajduje się cmentarz wojenny z okresu I wojny światowej. W 48 mogiłach ziemnych pochowano 1650 żołnierzy armii rosyjskiej. Obiekt wpisany do rejestru zabytków pod numerem A/1520 z 30.09.1987[11]
- do rejestru zabytków wpisano również park dworski z 2. ćwierci XIX wieku, nr rej.: A/1442 z 25.09.1982